# 이익대표국

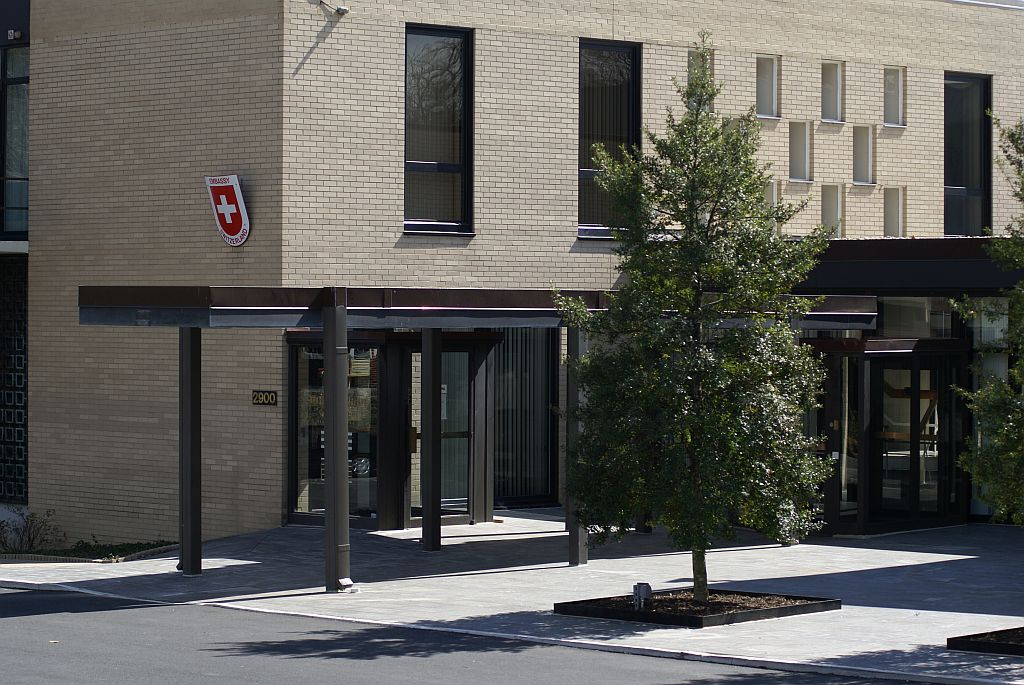
1991년부터 2015년까지 워싱턴 D.C.에 소재하고 있는 주미국 스위스 대사관에서 미국에 대한 쿠바의 이익을 공식적으로 대변한 장소이기도 하다.

이익대표국(利益代表國, Protecting power)은 무력 분쟁이나 전쟁 또는 외교 관계의 단절 등으로 인해 일방의 당사국 의뢰에 의해 그 당사국이나 국민의 이익을 타방의 당사국 영역(또는 점령 지역) 내에서 보호할 임무를 위탁받은 제3국을 뜻하며, 무력 분쟁과 같은 경우 중립국이라고 표현한다. 보통 1870년부터 1871년 사이에 걸친 프로이센-프랑스 전쟁을 계기로 만들어졌으며 현재의 조지아와 러시아 양국의 이익대표국을 스위스 대사관을 통해 따로 마련되어 있는 것이 이에 해당된다.
현재 이란에 설치된 미국, 이집트, 사우디아라비아, 캐나다 이익대표부를 스위스, 이탈리아에서 각각 관리하고 있는 경우, 과거 쿠바와 미국 양국에 설치된 이익대표부를 스위스에서 관리한 경우도 이익대표국에 해당되며, 이익보호국(利益保護局, Interests Section)이라고 가리킨다.
또한, 대한민국의 경우 팔레스타인 라말라에 설치된 사무소가 이익대표국과 같은 구실을 하고 있다. 중화민국 역시 하나의 중국 정책 및 타이완 문제 등으로 인해 타이베이시에 마련된 재외공관도 역시 이익대표국과 같은 구실을 하고 있으나, 타이베이 경제문화사무처들(일본은 주로 일본대만교류협회가 이와 같은 구실을 하고 있음)이 이익대표국 기능을 쓰고 있으며, 일본 도쿄에 위치한 재일본조선인총련합회 중앙본부 역시 조선민주주의인민공화국의 이익대표국을 구실하는 것과 비슷하게 적용한다.